# Uede (Argélia)

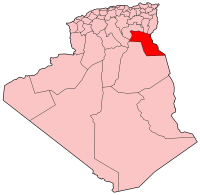

Uede (em árabe: اﻟﻮادي; romaniz.: al Wad; em francês: El Oued) é a capital de um vilaiete argelino com o mesmo nome. A capital é o centro de inúmeros oásis chamados de Sufe e atrai muitos visitantes devido à sua arquitetura e à Festa do Tapete, que ocorre entre março e abril anualmente.